# Ponos
Ponos (Grec ancien: Πόνος; labeur, travail) est le dieu de la peine, des difficultés et du dur labeur dans la mythologie grecque. Sa mère est la déesse Éris (discorde), fille de Nyx (la nuit). Il est le frère d'Algos, de Léthé, de Limos et d'Horkos.

## Famille
Dans les Théogonies d'Hésiode, ce dernier mentionne sa mère: Eris (la Discorde), et ses frères et sœurs: Léthé (l'Oubli), Limos (la Famine), les Algos (la Douleur), les Hysminai (Batailles), les Makhai (Batailles), les Phonoi (Meurtres), les Androktasiai (les massacres), les Neikea (Querelles), les Pseudea (Mensonges), les Logoi (Histoires), les Amphillogiai (les Conflits), Dysnomia (l'Anomie), Até (la Ruine), et Horkos (le Serment).